# Raion d'Anenii Noi
Le raion d'Anenii Noi est un raïon de la république de Moldavie, dont le chef-lieu est Anenii Noi.
Sa population s'élevait à 78 996 habitants en 2014.

## Démographie
| Groupe ethnique      | %    |
| -------------------- | ---- |
| Moldaves et Roumains | 88,0 |
| Ukrainiens           | 6,0  |
| Russes               | 4,5  |
| Bulgares             | 0,6  |
| Autres               | 0,5  |
| Gagaouzes            | 0,3  |
| Roms                 | 0,2  |

## Économie

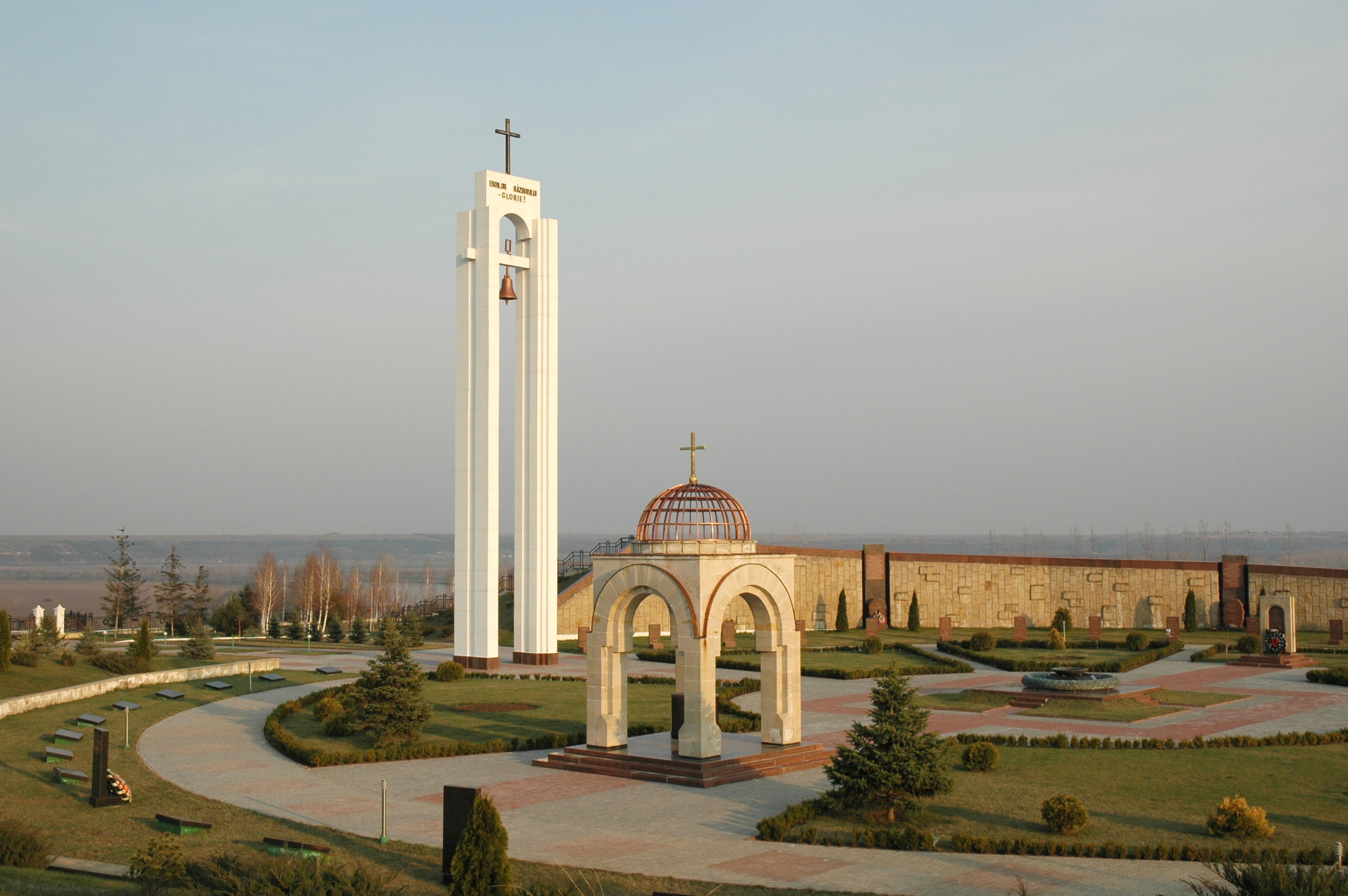
Mémorial de la Seconde Guerre mondiale à Serpeni.

L'économie du raïon est basée principalement sur l'agriculture, 12 555 entreprises y sont par ailleurs implantées.

## Religions
- 96,7 % de la population du raïon est chrétienne, dont une grande partie sont orthodoxes.
- 1,3 % de la population est athée ou sans religion.